# シコクビエ
シコクビエ（四石稗、学名: Eleusine coracana、英語: finger millet）は、イネ科オヒシバ属 Eleusine の栽培植物。穎果を穀物として食用にする作物である。
穂が指状になることから「フィンガーミレット」と呼ばれる。

## 原種
栽培化が行われたのは東アフリカ高地と推測されている。
昔から中尾佐助によれば「タンガニーカ辺」及川一也によれば「エチオピア辺」に野生するe.africanaが原種と考えられてきたが、後年シコクビエと同じ4倍体で染色体数2n=36の野生種がアフリカで発見され、1994年にシコクビエの亜種として Eleusine coracana Gaertn. subsp. africana ( Kenn.-O'Byrne ) K.W.Hilu &  J.M.J.de Wet と命名され、これがゲノムの詳細な分析などによってシコクビエの原種であることが確定した。ただ、アフリカ起源はゆるがないものの、2000年に入り、1960年代から「交配しても不稔性の種ができる」ために疑問とされていた、その祖先野生種へ同じオヒシバ属で2倍体で染色体数が2n=18の最も近縁なオヒシバ E. indica (L.) Gaertn. が何らかの形で入っている可能性が示唆されている。

## 利用

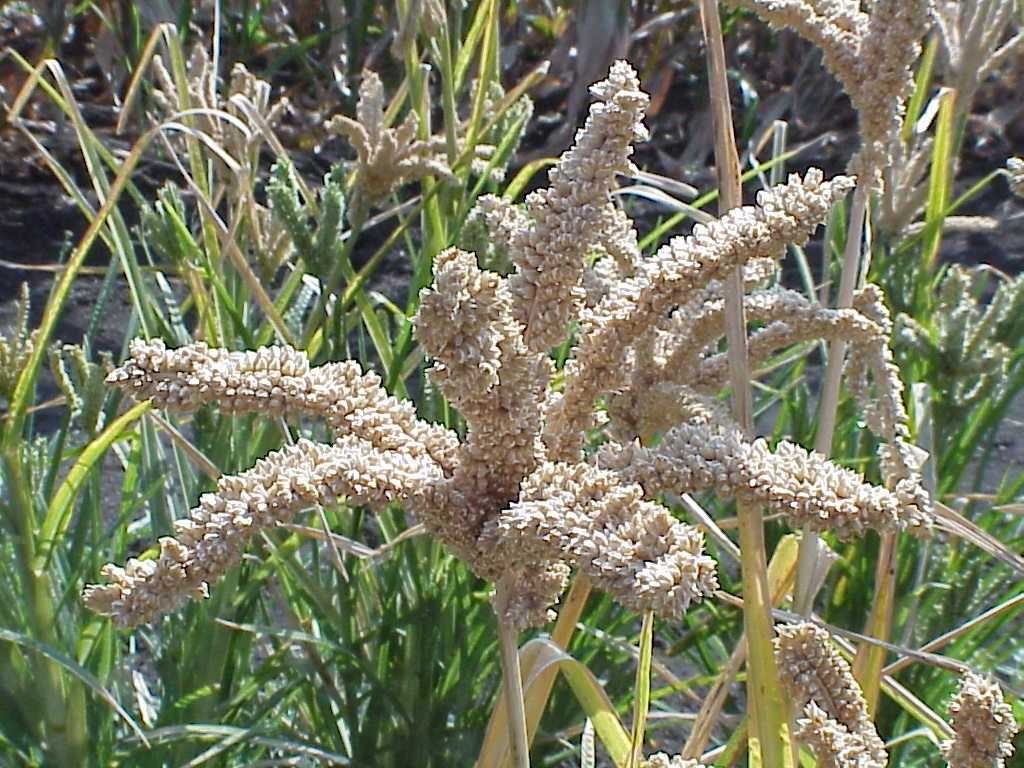
シコクビエの穂

栽培は西アフリカから中国、日本まで旧世界の広い範囲にまたがっているが、主穀として利用するのはインドの一部及び東アフリカである。ウガンダ、マラウイ、エチオピア、ザンビア、ジンバブエなどで重要な穀物となっている。
ヒマラヤ地域ではロティになる他、インドではムッディと呼ばれるおねりのようなもの、ウプマ、ヴァダ、ドーサ、イドゥリ、ガンジー(粉粥)の原料である。
東アフリカでは、食用として利用する他、稗芽の糖化作用によって、いわゆるどぶろくが作られている。また、ヒマラヤ地域では酒原料の基幹であり、ヒマラヤでは固体発酵したシコクビエを青竹の中へ入れ、上から熱湯を注いで、その中に細い竹を入れ、ストローでジュースを飲むように飲むチャンと呼ばれる酒があり、ベンガル、低ヒマラヤでは「Maura（ムラ）」とよばれる麹が作られている。
発根が旺盛であるため、移植栽培に適し、種を蒔いてある程度成長したところで植え替えが行われる。中尾佐助はこの作物が古い場合にこの栽培が「田植え」の起源である可能性を示唆している。また、この種は、他にも水田でも栽培されたり、いわゆる早乙女と呼ばれる女性のみで作られるなど稲作との共通点が多い。

## 諸国での名称
中国では「穇子」、「竜爪稗」、インドで「Ragi」、スリランカでは「Corakan」、ニグロ語で「Uimbi」、アビシニアで「Dagussa」 アフリカ奥地では「murwa」、ザンデ語で「moru」、アラビア語で「telebum」、サンスクリット語で「rajika」、ヒンディ語で「mandua」「Mandal」、ベンガル語で「Marua」、マラーティー語で「NAGLI」「NACHOI」　グジュラート語で「Bavto」「Nagli」、テルグ語で「Ragulu」、タミル語で「Ragi」「Kelvaregu」、カナラ語で「Ragi」、マラヤーラム語で「Muttari」、セイロン語で「Koraken」、ネパール語で「Kodo」（कोदो）と呼ぶ。ケニアのキクユ語では mũgĩmbĩ（モゲンベ）という呼称である。
スーダン一帯では「Murwa」系の呼称が使われ、ベンガル語の「Marua」はネパール、シッキムにも分布している。
なおネパールからセイロン辺りで使われる「Kodo」はシコクビエのほかにスズメノコビエ（Paspalum scrobiculatum）も指す。

## 別名
日本で古くから利用されてきたこの穀物は、『古事記』、『日本書紀』に記載があるアワ、ヒエ、キビなどと異なり、文献等に記載が少ない。
さらに、「シコクビエ」の漢字表記についても、「反当り4石取れる」ために「四石稗」という説と、「四国稗」とする説がある。
また地方名が多いことが特徴で、岐阜県だけでチョウセンビエ（朝鮮稗　徳山村と郡上八幡）、アカビエ（徳山村）コウボウビエ（弘法稗）タイコウビエ（太閤稗　荘内村）というものがあるほか、富山県でマタビエ、ヨスケビエ(与助稗　利賀村)、と呼ばれ、他にヤツマタ、エゾビエ、ダゴビエ、カモアシビエ、カラビエ、などという呼称もある。何故呼称が多様なのかについての要因は不明である。
石川県白山市白峰地区では、穂の形がカモの足に似ているということから、「かもあし」転じて「かまし」と呼ぶ。また、製粉し素炒りしたシコクビエと、水、砂糖、デンプン粉と混ぜて圧力をかけ、薄く円い瓦煎餅状にした菓子「かまし」、饅頭に混ぜたかまし饅頭などが、富山県白山の白峰地域の栃もちかんこの家で生産されている。

## 日本における利用
米食が普及する以前には、日本各地で栽培されていたと考えられているが、現在の日本では四国や中部地方の山間地域など、わずかな地域でしか栽培が確認されていない。日本では粉に挽いておねりや団子として食べられたことが多かったが、粥にして粒食することもあった。日本人による味の評価は非常にまずいとするものと美味とするものに極端に分かれるが、まずいとする記述はおおむね粒食に対する評価であり、美味とするものの評価は粉食に対するものである。20世紀に入ってからは、青刈りと呼ばれる家畜の飼料として栽培された。シコクビエ粉は、インドなどでの名称にちなんでラギ粉とも呼ばれている。
佐々木高明によれば、 一般的な食べ方はネパールと日本で共通して、鍋で湯を沸かし、その中へ粗割りしたシコクビエを入れて炊く。というものであるが、他に（A）脱穀の後、臼で搗いて粉にし、蕎麦がきのようにして食べる、（B）その粉を炊いて、一種の粉がゆにして食べる、（C）煎ってはったい粉のようにして食べる、というものがある。

## ギャラリー

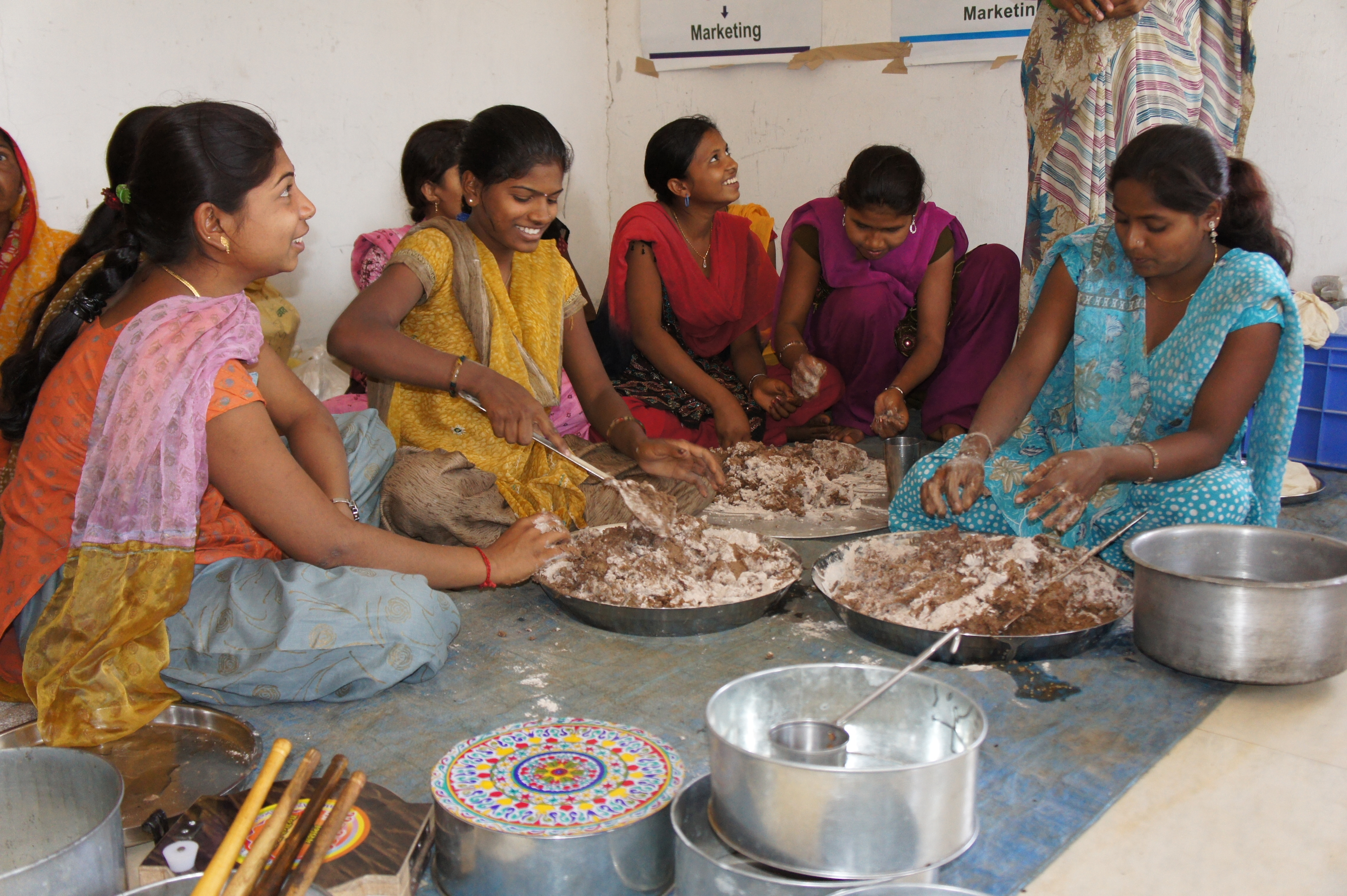
シコクビエ粉を用いたパーパド作り
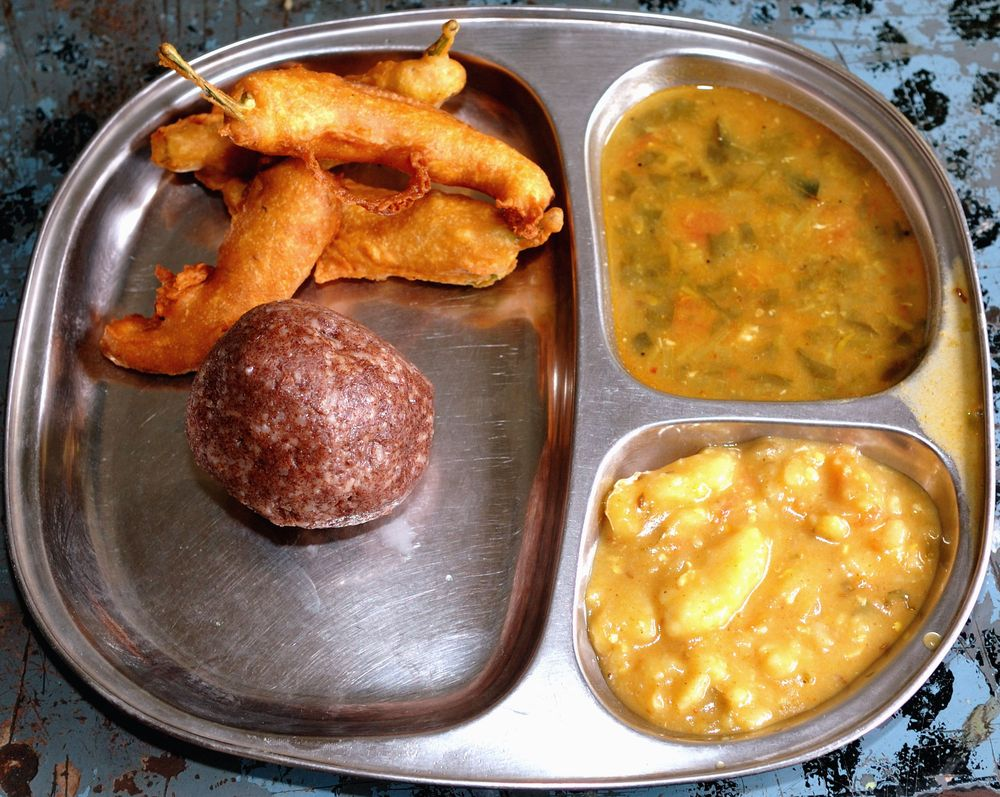
ラギ・ムッデ（英語版）（左側中央）
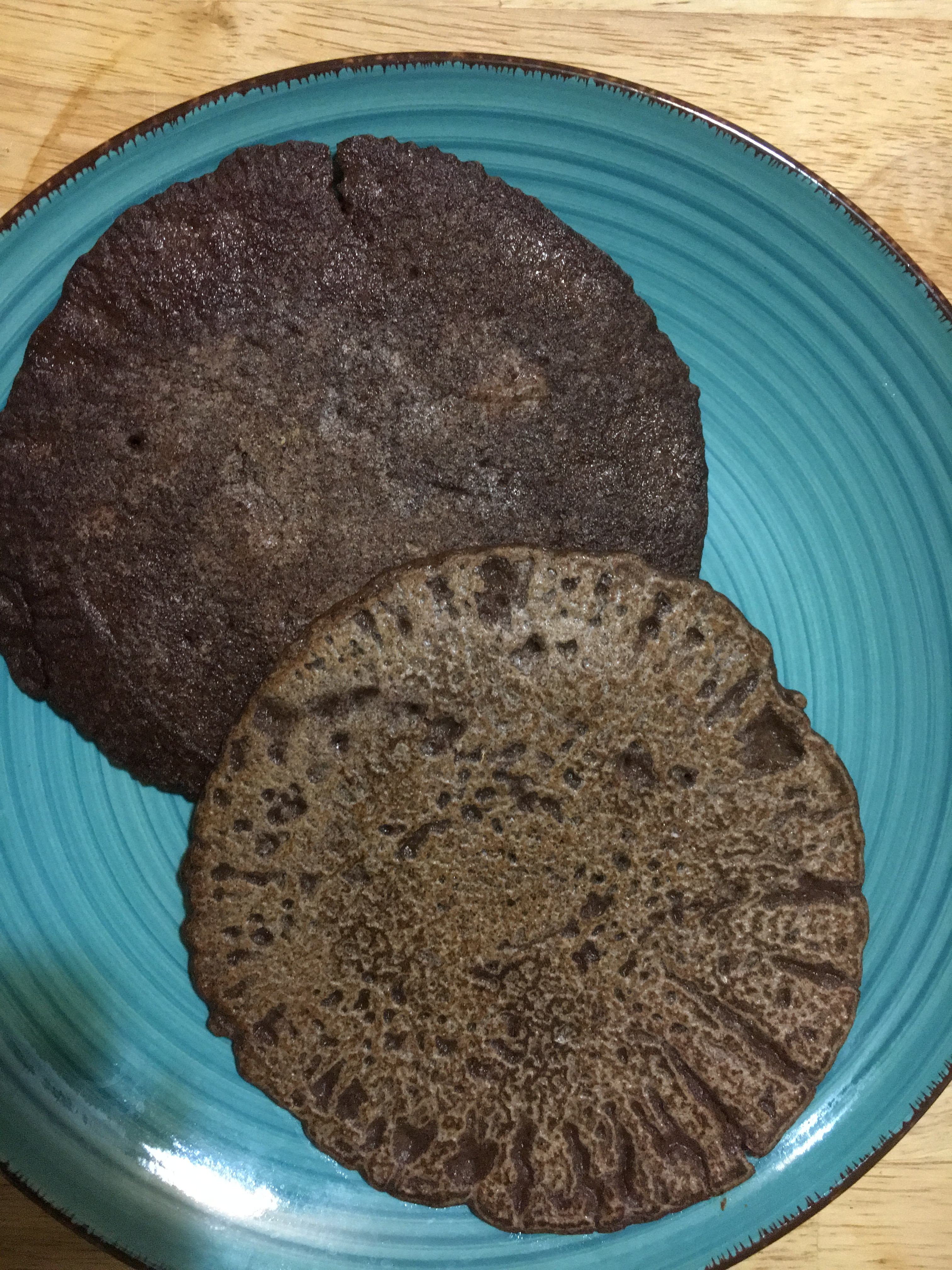
シコクビエから作ったロティ
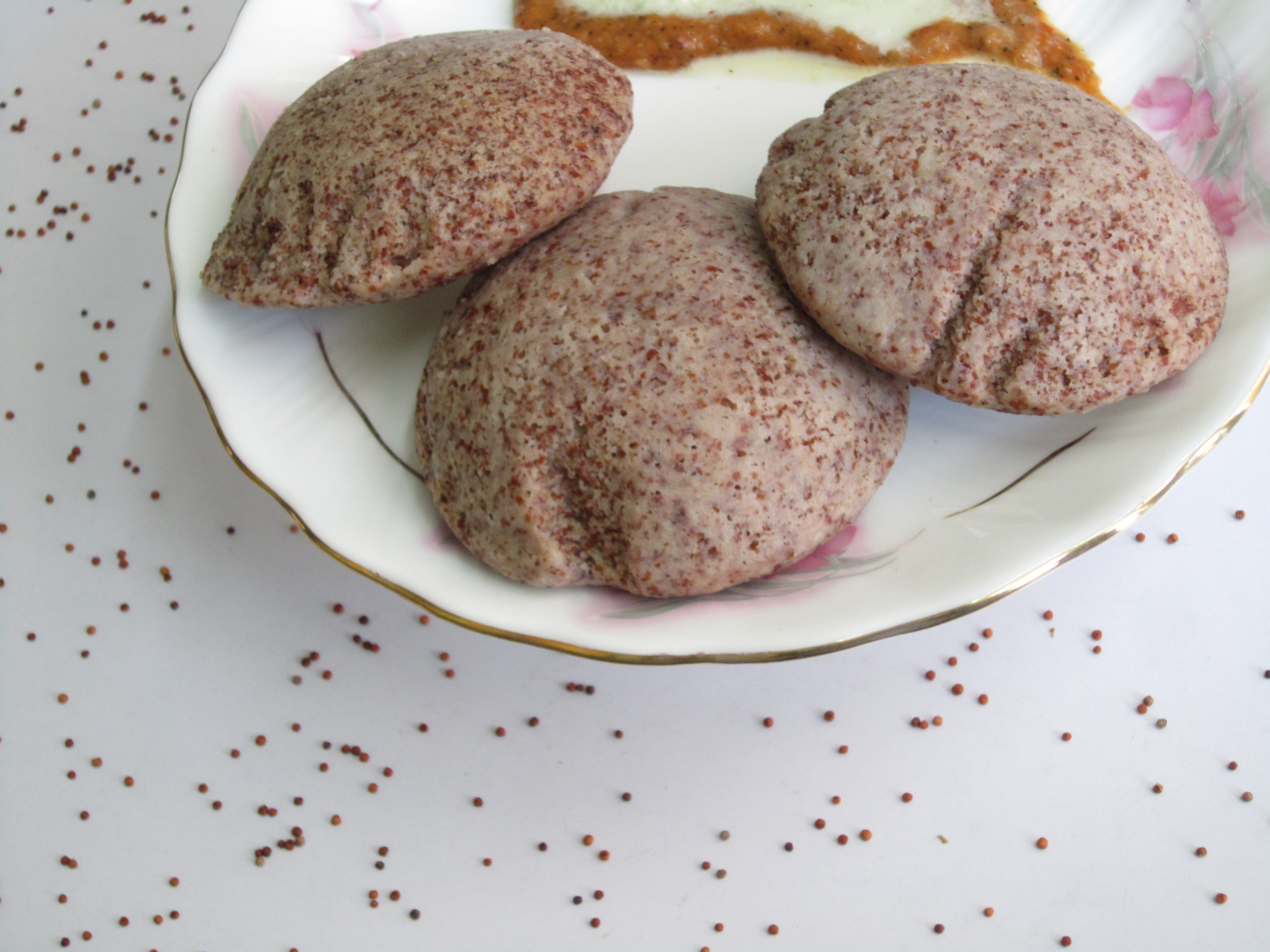
シコクビエから作ったイドゥリ
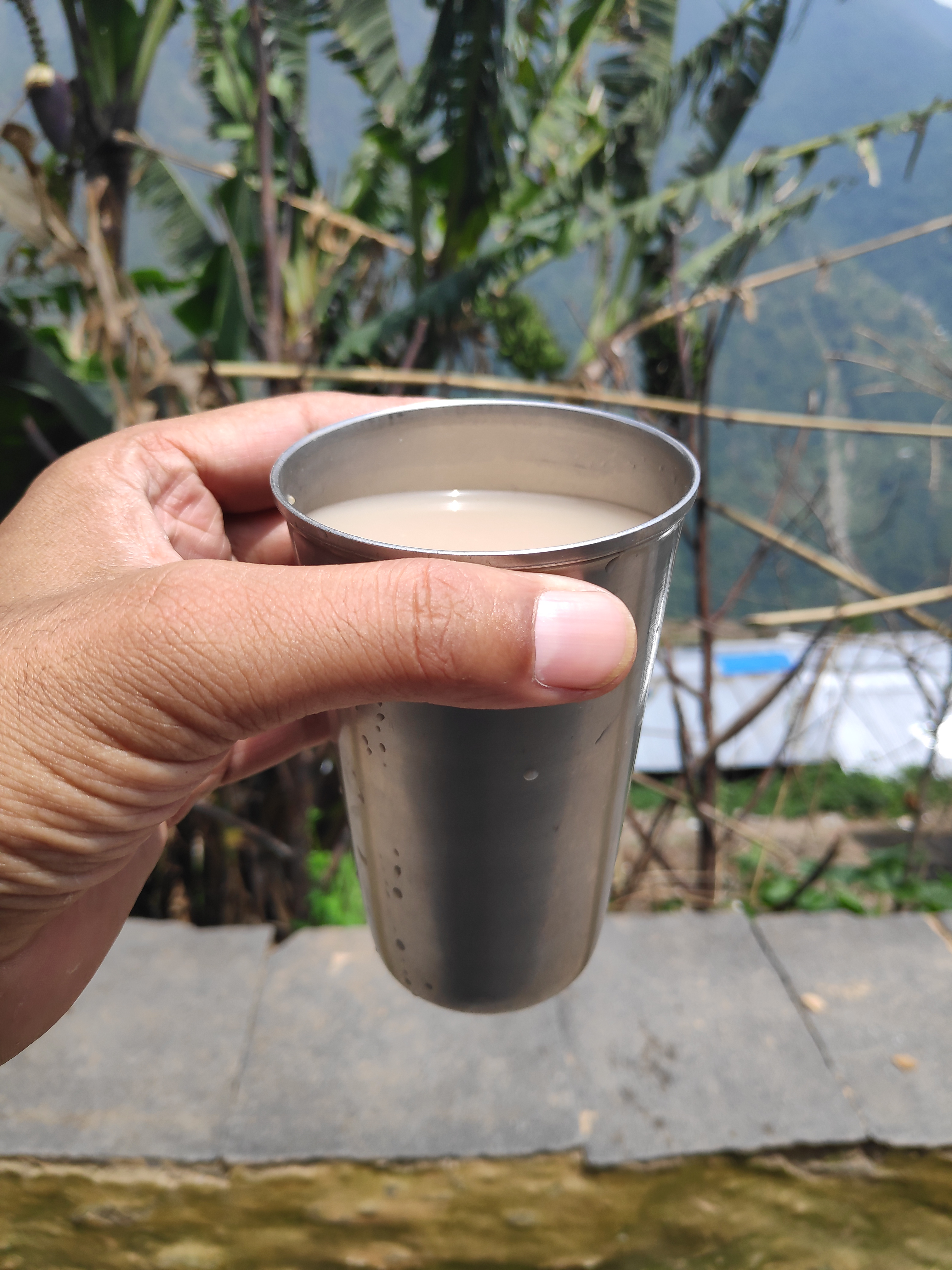
チャン
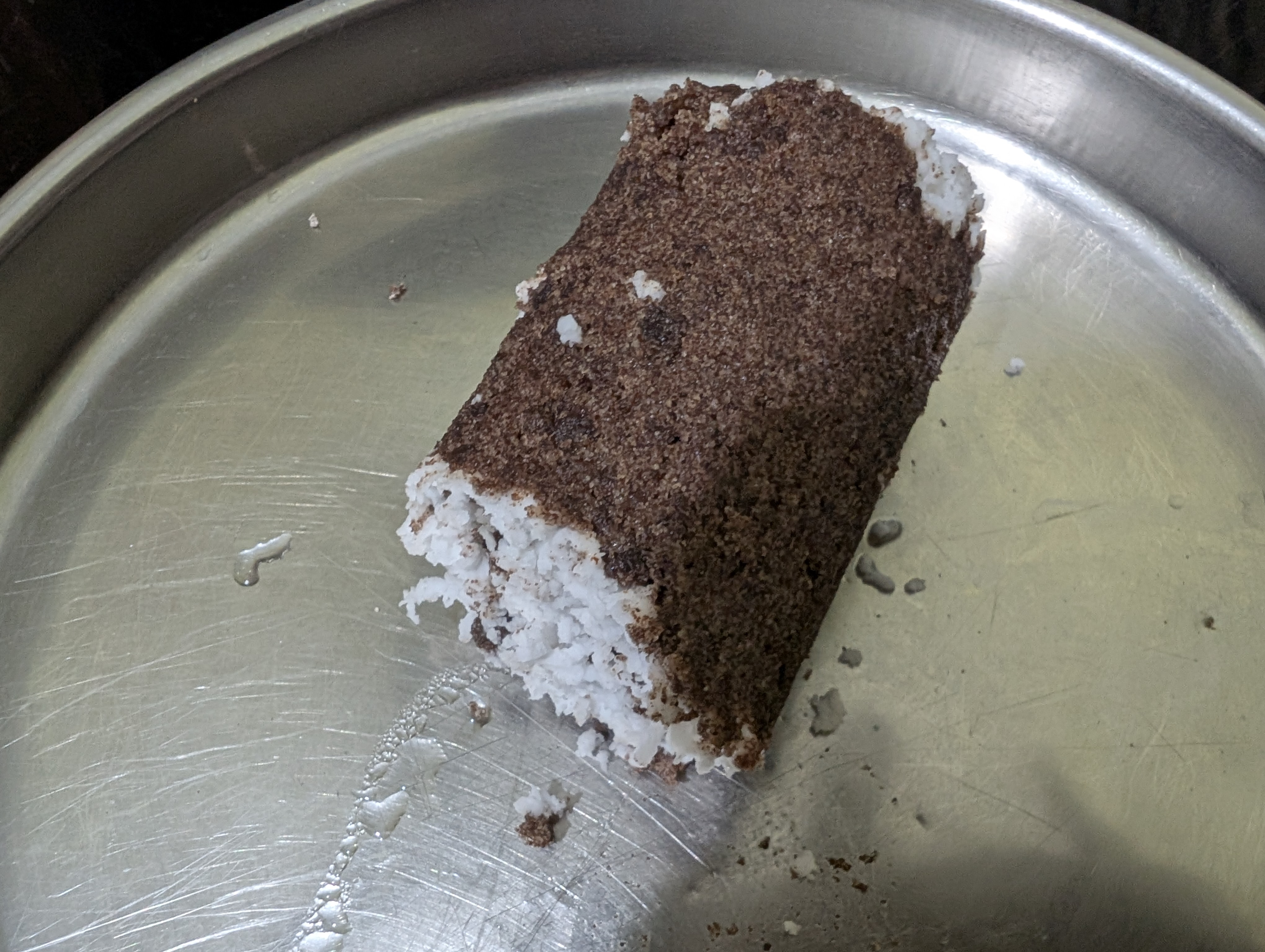
シコクビエから作ったプットゥ（英語版）